# Cumberland

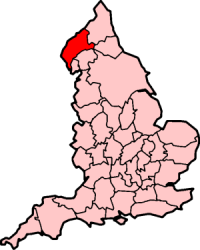
Mapa

Cumberland je historická oblast na severozápadě Anglie, do roku 1974 byl jedním z tradičních hrabství. Měl rozlohu 3938 km² a zhruba 300 000 obyvatel, hlavním městem bylo Carlisle.

## Historie
O Cumberlandu se poprvé zmiňuje Anglosaská kronika v roce 945. Oblast byla předmětem sporů mezi Anglií a Skotskem, definitivně ji k Anglii připojila až Smlouva z Yorku roku 1237. V roce 1889 byl Cumberland ustanoven administrativním hrabstvím a při reformě územního členění Anglie v roce 1974 byl spojen s Westmorlandem do nového hrabství Cumbria.

## Přírodní poměry

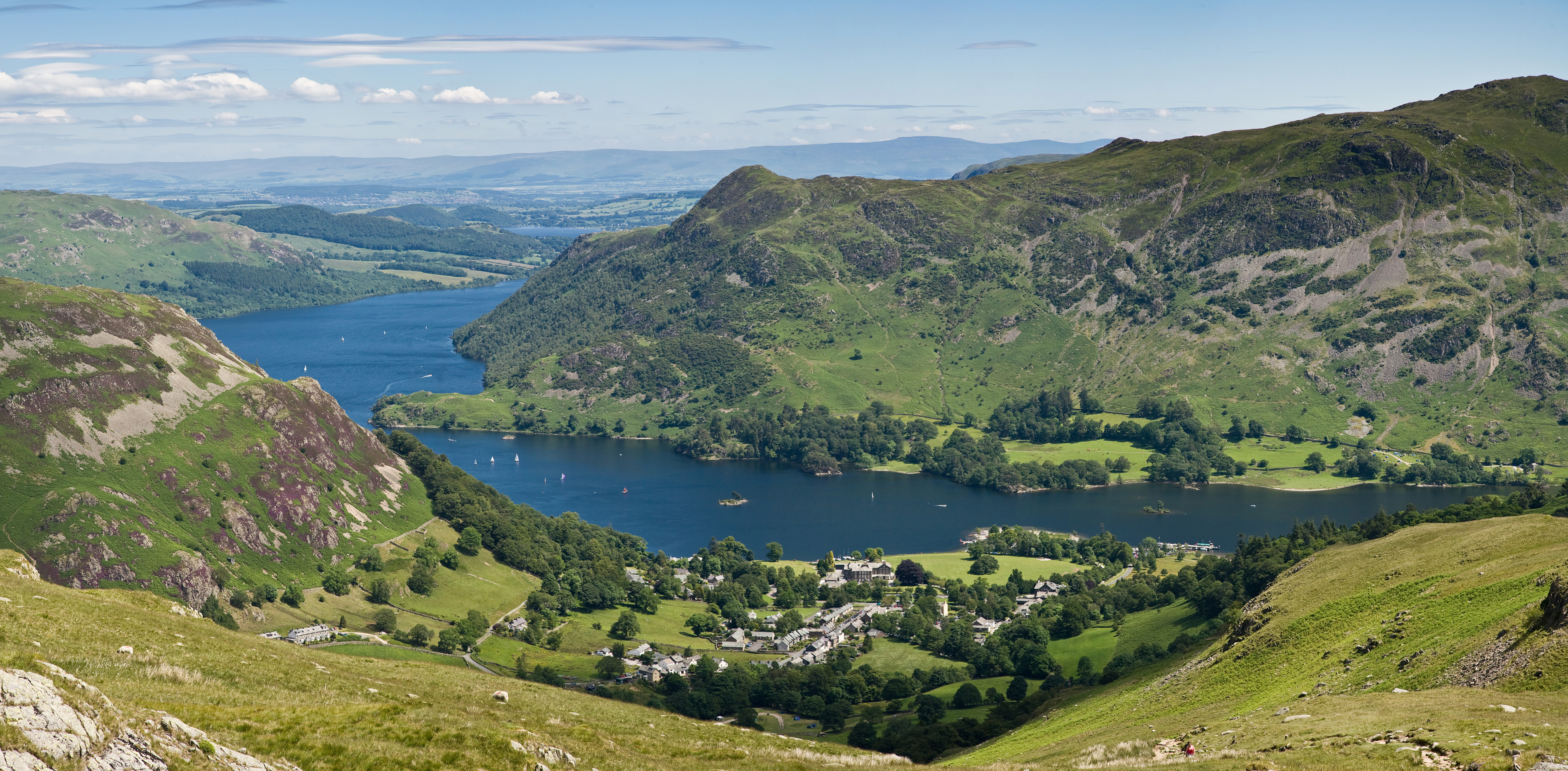
Krajina v Cumberlandu

Cumberland je hornatý a na anglické poměry řídce osídlený kraj, nachází se zde nejvyšší anglická hora Scafell Pike (978 m). V Cumberlandu leží Lake District, největší anglický národní park.

## Vnitřní členění

Vlajka

Okresy Cumberlandu a počet obyvatel podle sčítání 1971:
- County Borough of Carlisle (71 580)
- Cockermouth Urban District (6 366)
- Keswick Urban District (5 184)
- Maryport Urban District (11 612)
- Penrith Urban District (11 308)
- Municipal Borough of Whitehaven (26 721)
- Municipal Borough of Workington (28 431)
- Alston with Garrigill Rural District (1 917)
- Border Rural District (29 267)
- Cockermouth Rural District (21 520)
- Ennerdale Rural District (30 983)
- Millom Rural District (14 088)
- Penrith Rural District (11 380)
- Wigton Rural District (21 830)